# ریترنال
ریترنال (انگلیسی: Returnal) یک بازی ویدئویی در سبک تیراندازی سوم شخص است که توسط هاوس‌مارک توسعه یافته و به‌وسیلهٔ سونی اینتراکتیو انترتینمنت در آوریل سال ۲۰۲۱ برای کنسول پلی‌استیشن ۵ منتشر شده‌است. این بازی همچنین قرار است در اوایل سال ۲۰۲۳ برای سیستم‌عامل مایکروسافت ویندوز عرضه شود.